# Chval Řepický z Machovic
Chval Řepický z Machovic byl český šlechtic a husitský hejtman.
Prameny se poprvé významněji zmiňují o Chvalovi v souvislosti se skupinou Jana Žižky, která odchází koncem r. 1419 z Prahy do Plzně, která se stává přechodně husitským centrem. Mezi prvními, kteří ještě před odchodem Žižky opustili Plzeň a vydali se na Tábor, byla skupina sezimoústeckých husitů v čele s Chvalem. Zde se koncem března 1420 stal vedle Žižky, Mikuláše z Husi a Zbyňka z Buchova jedním z prvních táborských hejtmanů. Později byl jednou z hlavních opor táborského seniora Mikuláše z Pelhřimova asi do doby, než se stal píseckým hejtmanem. V prosinci 1420 se Chval spolu s Žižkou a Janem Roháčem zúčastnil věroučného hádání pražských mistrů s táborskými kněžími v domě Petra Zmrzlíka.
Další činnost Chvala je doložena z ledna 1421, kdy společně se Žižkou neúspěšně obléhal město Stříbro. Čáslavského sněmu se nezúčastnil, neboť ho Žižka poslal dobývat Rábí. 11. června 1422 uznávají Chval, Žižka i Zbyněk z Buchova jménem táborské polní obce knížete Korybutoviče za zemského správce.
V rozhodčí laické komisi, která posuzovala učená hádání mezi pražskými mistry a táborskými kněžími na Konopišti v červnu 1423, Chval z Machovic zastupoval tábory. V únoru 1426 se stal krajským správcem nově strukturovaného spolku v jihozápadních Čechách, jenž zahrnoval mimo jiné města Písek, Klatovy, Sušice, Domažlice a Prachatice.
Pak se o něm zprávy v pramenech ztrácí až do r. 1433, kdy se pravděpodobně účastnil Svatomartinského sněmu v Praze, kde byla táborská strana zastoupena právě hejtmany měst a zástupci krajů.